# Jessie J
Jessica Ellen Cornish, plus connue sous le pseudonyme de Jessie J, née le 27 mars 1988 dans le district de Redbridge, à Londres, est une autrice-compositrice-interprète britannique. Elle commence sa carrière à l'âge de 11 ans avec un rôle dans la comédie musicale Whistle Down the Wind, elle étudie à la BRIT School avant de signer avec Gut Records et de parvenir à un accord avec Sony/ATV Music Publishing ; elle est aujourd'hui en contrat avec le label Lava Records (Universal Music Group). Plus connue à ses débuts pour avoir composé des chansons destinées à Rihanna, Justin Timberlake, Alicia Keys, ou encore Miley Cyrus, elle sort son premier single, Do It Like A Dude, en novembre 2010, qui atteint la 2e place des palmarès au Royaume-Uni, suivi de Price Tag, qui devient alors son premier numéro 1, suivi de son album "Who You Are" qui atteint la 2e place des palmarès.
Six singles issus de cet album, notamment Nobody's Perfect, Who Your Are, Domino ou Laserlight (featuring David Guetta), seront classés dans le top 10 des palmarès anglais, faisant de Jessie J la première artiste britannique à avoir 6 singles du même album dans le Top 10. Domino a également eu du succès à l'étranger, notamment au US Billboard Hot 100 (États-Unis) en atteignant la 6e place et devenant ainsi son second single atteignant la seconde place au Royaume-Uni.
En février 2011, elle reçoit le Critics Choice aux prestigieux Brit Awards, qui l'annonce comme l'une des artistes à surveiller. Justin Timberlake déclare qu'elle est « la meilleure chanteuse du monde à ce jour ».
En juin 2012, elle se produit sur scène lors du jubilé de diamant de la reine Élisabeth II (anniversaire de ses soixante ans de règne) devant le Palais de Buckingham.
Elle est l'une des jurés de l'émission The Voice UK aux côtés de will.i.am, Tom Jones et Danny O'Donoghue durant les deux premières saisons ; elle est ensuite remplacée par Kylie Minogue. En 2015, elle intègre le panel de la version australienne.
Son second album Alive (2013) atteint la 5e place dans le UK Albums Chart incluant les succès Wild (featuring Big Sean & Dizzee Rascal), ainsi que It's My Party'.
La sortie de son troisième album Sweet Talker (2014) est précédée du single Bang Bang qui est nommé aux Grammy Awards, qui débute à la première place au Royaume-Uni et qui est plusieurs fois certifié platine dans le monde entier. L'album atteint la 5e place au Royaume-Uni ainsi que la 10e place du célèbre US Billboard 200 (USA), son plus gros succès aux É-U.
Jessie J a vendu plus de 20 millions de singles et 3 millions d'albums dans le monde entier.
Citant des influences variées, Jessie J est reconnue pour son style et sa musique mixant des voix soul avec du R&B contemporain, pop, electropop et des sonorités hip-hop. Elle gagne de nombreuses récompenses et nominations pour sa musique, incluant le Critics' Choice Brit Award 2011 et le BBC's Sound of 2011. Jessie J soutient des causes variées et apparaît dans le téléthon britannique, BBC Children in Need et Comic Relief.
Avec une tessiture qui avoisine les trois octaves, Jessie J est réputée pour avoir une technique et une agilité vocale hors pair.[réf. nécessaire]

## Biographie

### Jeunesse
Jessica Ellen Cornish est née à Chadwell Heath, Londres. Fille de Stephen Cornish et Rose Cornish (née Archer), elle a étudié à Mayfield High School dans le quartier londonien de Redbridge. Elle fréquentait la Colin's Performing Arts School à l'âge de 11 ans elle a été engagée dans la comédie musicale Whistle Down the Wind, produite par Andrew Lloyd Webber et jouée au West End theatre. Elle a ensuite rejoint le Nationa Youth Music Theatre et est apparue dans leur production de 2002, The Late Sleepers. Jessie a deux sœurs, qui ont cinq et sept ans de plus qu'elle, et qui étaient douées à l'école. Contrairement à ses sœurs universitaires, Jessica a déclaré qu'elle n'était pas faite pour les cours. Elle a raconté : « À l'école, ils me disaient "Oh, tu es une fille Cornish !" et ils s'attendaient à me voir être semblable à mes sœurs. Quand il faut dessiner quelque chose, une tenue ou une coupe de cheveux pour quelqu'un, écrire une chanson, je suis forte, mais les mathématiques, ça n'a jamais été mon truc. » Elle a également dit qu'elle ne basait pas son intelligence sur les résultats de ses examens, et qu'elle a toujours apprécié  la musique.
À l'âge de 15 ans elle remporta le Best Pop Singer dans le show télévisé Britain's Brilliant Prodigies, se produisant en tant que Jessie Cornish.
À l'âge de 16 ans, elle a commencé à étudier à l'École BRIT et à 17 ans, elle rejoint un groupe de jeunes filles nommé Deep Soul. Elle est diplômée en 2006, ainsi que les chanteuses Adele et Leona Lewis. À 18 ans, elle a subi un accident vasculaire cérébral.

### Carrière

#### Premiers pas au théâtre (1988-2005)
Elle intègre l'école d'arts dramatiques Colins Performing Arts, puis décroche un rôle dans la comédie musicale Whistle Down the Wind d'Andrew Lloyd Webber,,. Elle poursuit sa scolarité à Mayfield High School, et commence ses études à la BRIT School à l'âge de 16 ans. Elle intègre un girls band un an plus tard. Dans les mêmes temps, un problème cardiaque l'oblige à suivre une hygiène de vie très stricte et prohibe la moindre cigarette et goutte d'alcool. C'est dans ces conditions qu'elle écrit sa première chanson Big White Room, et y évoque être « enfermée dans une grande pièce blanche », faisant en fait référence à sa chambre d'hôpital.

#### Débuts de carrière (2005-2009)
En 2005, elle parvient à signer avec le label Gut Records, et enregistre son premier album solo. Mais la compagnie met la clé sous la porte deux semaines seulement avant sa sortie,. Jessie J trouve cependant le succès en tant qu'auteur et décroche un contrat avec Sony/ATV Music Publishing. En 2008, elle devient choriste pour Cyndi Lauper lors de sa tournée Bring Ya to the Brink Tour à travers le Royaume-Uni (Cette dernière l'invitera sur scène pour la chanson Girls Just Want To Have Fun). Ses talents de parolière lui permettent d'écrire des chansons retenues par Chris Brown (I Need This), Justin Timberlake[Laquelle ?], Alicia Keys (L.O.V.E.), ou encore Miley Cyrus (Party in the USA), triple disque de platine aux États-Unis, ainsi que Britney Spears (Hold It Against Me). Jessie J déclara ensuite sur sa collaboration avec cette dernière : « Beaucoup d'artistes tels que Beyoncé ont besoin d'un alter égo. Je ne pense pas que Britney ait besoin d'avoir un alter-égo. Elle est juste Britney Spears. Elle sera toujours Britney Spears, c'est une icône ». Elle ajoute que « sans Britney et sans Madonna, la musique pop ne serait pas où elle en est aujourd'hui ». Elle confie également qu'elle a écrit son premier single Do It Like a Dude en pensant le proposer à Rihanna mais que sa maison de disques lui a conseillé de garder ce titre pour elle.
Jessie J ferait également partie d'un girl band, nommé Soul Deep" pendant deux ans, pensant "qu'elle ça ne mènerait nulle part", elle quittera le groupe.
Bien que les gens pensent que sa première notoriété fut par YouTube, Jessie J avait signé depuis 4 ans avant que sa première vidéo soit postée. Jessie J fut repérée par Lava Records lorsque son éditeur à Sony/ATC, Rich Christina, envoya au président de Lava Jason Flom un lien vers sa page MySpace, qu'il adora. Après avoir vu une impressionnante performance aux États-Unis, Lava, ainsi que plusieurs autres labels, voulait signer avec elle, mais la progression fut entravée par son manager, ce que Flom appela « crazy deal », qui refusait de laisser Jessie parler aux labels directement. Malgré cela, le "Senior Director of A&R& à Lava, Harinder Rana, fit de nombreux effort pour rencontrer Jessie directement en hiver 2008. Plus tard dans l'année, un changement de manager vers Sarah Stennet et Nadia Khan de Crown Music permit à cet accord de prendre place. Jessie J signa finalement avec Lava comme une partie de la fusion avec Universal Republic.
Depuis 2009, Jessie J entretient également une chaîne YouTube sous le nom de Jessica Cornish. Elle y partage, depuis sa chambre, des vidéos où elle chante et communique avec les internautes.

#### Who You Are(2010-2012)

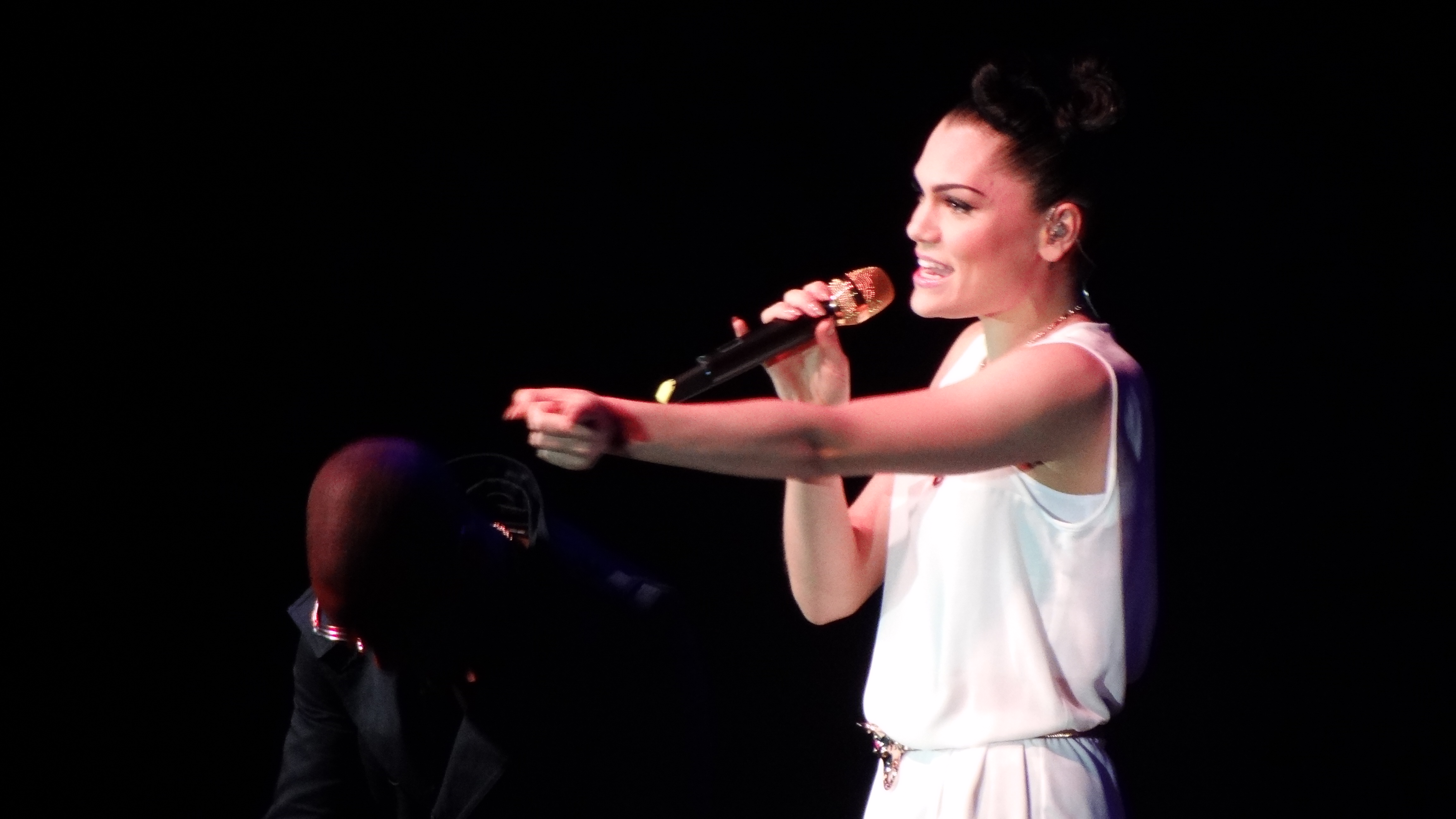
Jessie J aux Sony Awards en 2012.

En 2010, Jessie J sort son premier single, Do It Like a Dude qui s'écoule à plus de 300 000 exemplaires et atteint la deuxième place des meilleures ventes au Royaume-Uni. Son deuxième single, Price Tag en collaboration avec B.o.B sort en janvier 2011 et devient son premier numéro 1 en Angleterre mais aussi en France, en Belgique, en Irlande, en Écosse, en Allemagne, en Nouvelle-Zélande et en Hongrie. Le single se vendra à plus de 3 millions d'exemplaires.
Son premier album s'intitule Who You Are et sort le 28 février 2011. Il atteindra la seconde place au Royaume-Uni, la 11e place aux États-Unis et la 15e place en France. Son 3e single, Nobody's Perfect, sort en mai 2011. Mi-août 2011, elle sort le single Who's Laughing Now en tant que 4e single tiré de cet album. Ce single est classé 16e au classement anglais. Le clip de Who's Laughing Now sort le 9 août sur Youtube. Who You Are est double disque de platine en Angleterre avec plus de 900 000 exemplaires[réf. nécessaire].
En août 2011 Jessie J dévoile son single suivant, Domino, qui ne fait pas partie de l'album Who you are. Elle a également enregistré un duo, intitulé Repeat., avec le DJ français David Guetta disponible l'album de ce dernier : Nothing but the Beat.

#### Alive(2013)
Le 9 juillet 2013, elle a annoncé le lancement de sa nouvelle tournée Nice to Meet You Tour qui commencera le 15 octobre. À la cérémonie de clôture des Jeux olympiques de Londres 2012, elle a chanté Price Tag accompagnée de Tinie Tempah et Taio Cruz. Elle interprétera également le titre We Will Rock You en compagnie des membres de Queen : Brian May et Roger Taylor. Le second album studio de Jessie J, Alive, est sorti le 23 septembre 2013. Le premier single de l'album est Wild en collaboration avec Dizzee Rascal et Big Sean. Le second single, intitulé It's My Party, est sorti le 6 septembre 2013.
Le 4 mars 2014, DJ Cassidy publie le single Calling All Hearts avec en featuring Jessie J et Robin Thicke.

#### Sweet Talker(depuis 2014)

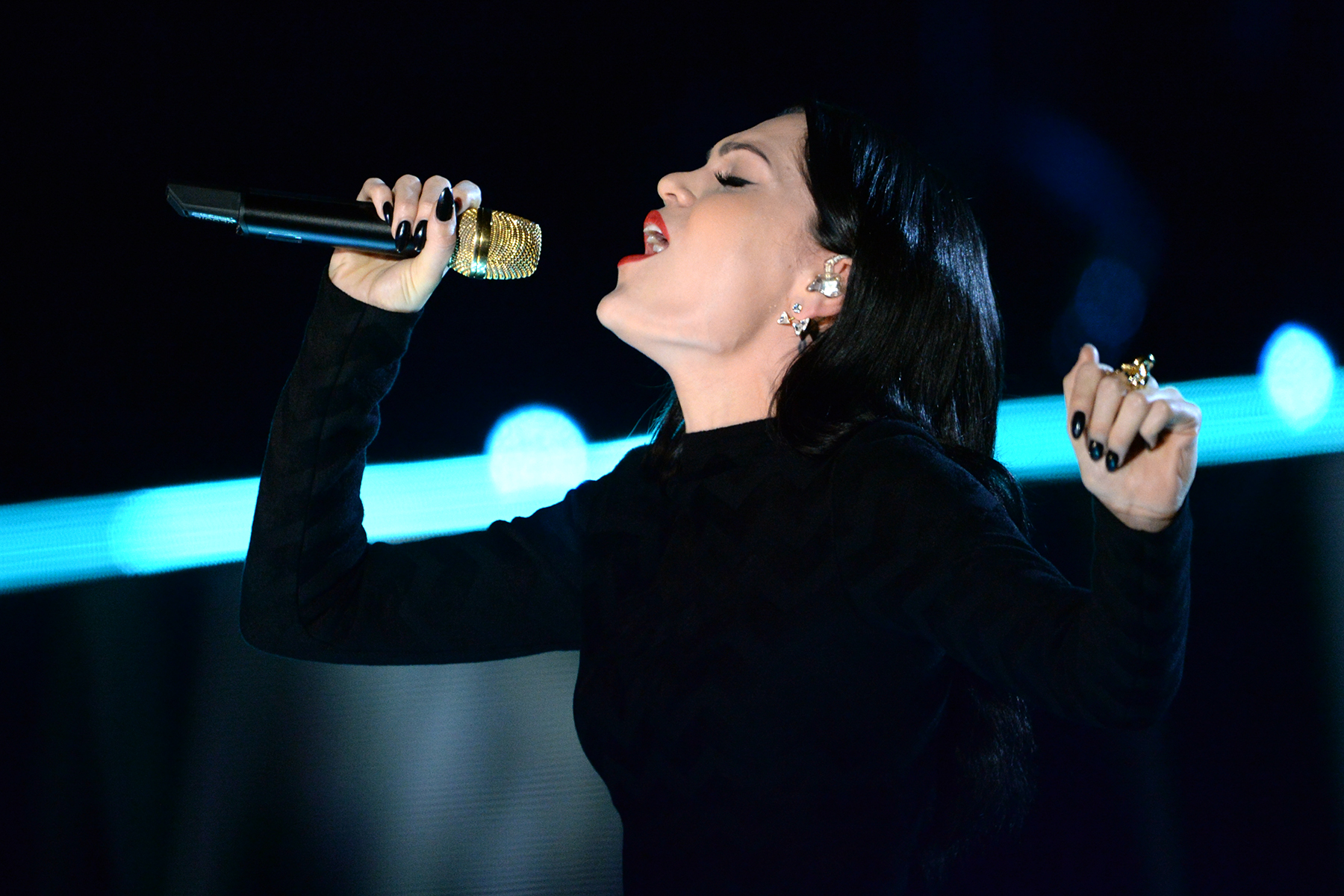
Jessie J en concert à Washington en novembre 2014.

En août 2014, Jessie J a annoncé la sortie d'un nouvel album. Sweet Talker qui est sorti le 13 octobre 2014. Le premier single de l'album est Bang Bang.
Le 26 août 2014, elle interprète Bang Bang en collaboration avec Ariana Grande et Nicki Minaj. Bang Bang devient l'un des plus gros tubes de 2014 et resta dans l'US Top 10 des chansons pop pendant 17 semaines depuis sa sortie. Il s'est vendu à plus de 450 000 exemplaires au Royaume-Uni tandis qu'il s'est écoulé depuis mi-novembre à 2 200 000 exemplaires aux États-Unis. Bang Bang est nommé aux Grammy Awards en 2015 dans la catégorie « Meilleure Collaboration Pop De L'Année ». C'est un des plus gros tubes dans l'histoire musicale et permet à Jessie J de se faire totalement connaitre aux États-Unis et de s'imposer. Elle combine alors les apparitions et performances télévisées. Plusieurs mois après sa sortie, Jessie J, Ariana Grande et Nicki Minaj se rejoignent sur le plateau des American Music Awards afin d'interpréter et célébrer la réussite et le succès de Bang Bang. Elle les remercie d'ailleurs plusieurs fois de lui avoir fait confiance sur cette chanson et de lui avoir accordé l'opportunité de travailler avec elles.
Le second single tiré de l'album Sweet Talker s'intitule Burnin' Up. Jessie J le chante alors la plupart du temps avec Bang Bang. Burnin'Up connaîtra un succès moindre que Bang Bang. Le troisième single issue de Sweet Talker est Masterpiece, sorti en décembre 2014. Le single connaît le succès en Australie où il est certifié disque d'or. En avril 2015, Jessie J sort un single intitulé Flashlight issue de la bande son du film Pitch Perfect 2 dont le clip sort le 23 avril 2015. Au mois de juillet de la même année Jessie J collabore avec Jhené et Rixton pour la musique Sorry To Interrupt. Cette musique a été réalisée pour le Pop-Tarts Crazy Good Summer.

### Vie privée
Jessie J est bisexuelle et dit ne l'avoir jamais caché. Début 2011, elle déclare sur Twitter : « Je n'ai jamais caché ma sexualité. Les médias aiment juste se saisir de n'importe quel sujet pour le transformer en potin ou en info « exclusive ». J'aime qui j'aime. Je ne mettrais jamais une étiquette sur ma sexualité. ».

#### Vie sentimentale
En novembre 2014, elle a commencé à sortir avec le chanteur américain Luke James. Le couple a mis fin à sa relation en octobre 2015.
En 2018, elle a commencé à sortir avec l'acteur américain Channing Tatum. Ils ont rompu en 2019, mais ont ravivé leur romance en 2020 avant de se séparer à nouveau plus tard dans l'année.
Depuis 2021, elle est en couple avec le basketteur professionnel Chanan Colman. Leur fils est né en mai 2023.

## Discographie

### Albums studio
- 2011 : Who You Are
- 2013 : Alive
- 2014 : Sweet Talker
- 2018 : R.O.S.E
- 2018 : This Christmas Day

### Singles
- 2010 : Do It Like a Dude
- 2011 : Price Tag (featuring B.o.B)
- 2011 : Nobody's Perfect
- 2011 : Who's Laughing Now
- 2011 : Who You Are
- 2011 : Domino
- 2012 : LaserLight (featuring David Guetta)
- 2013 : Wild (featuring Big Sean et Dizzee Rascal)
- 2013 : It's My Party
- 2013 : Thunder
- 2014 : Calling All Hearts (DJ Cassidy featuring Jessie J & Robin Thicke)
- 2014 : Bang Bang (featuring Ariana Grande & Nicki Minaj)
- 2014 : Burnin' Up (featuring 2Chainz)
- 2014 : Personal
- 2014 : Masterpiece
- 2014 : Ain't Been Done
- 2021 : I Want Love
- 2025 : No secrets

### Collaborations
- 2011 : Repeat (David Guetta featuring Jessie J)
- 2011 : Up (James Morrison featuring Jessie J)
- 2012 : Sweetest Thing (A. Dot featuring Jessie J)
- 2012 : Remember Me (Daley featuring Jessie J)
- 2012 : Get Here (Jools Holland featuring Jessie J)
- 2013 : We Don't Play Around (Dizzee Rascal featuring Jessie J)
- 2013 : Mother (Romain Benabdelkader)
- 2015 : You've Lost That Lovin' Feelin' (Tom Jones featuring Jessie J)
- 2019 : Brave (Don Diablo featuring Jessie J)
- 2023 : Heaven Bound (LouisYork featuring Jessie J)

### Bandes originales
- 2013 : Silver Lining (Crazy 'Bout You) (pour Happiness Therapy)
- 2013 : Magnetic (pour The Mortal Instruments)
- 2013 : Hero (pour Kick-Ass 2)
- 2015 : Flashlight (pour Pitch Perfect 2)
- 2016 : Grease (Is the World) (pour Grease: Live !)
- 2016 : My Superstar (pour L'âge de Glace : Les Lois de l'Univers)

### Autres chansons
- Sexy Silk
- Catwalk
- Sometimes Dreams Come True
- OCD
- Fast Lane
- Run Baby Run
- Technology
- Watch Yourself
- 5 Down

## Tournées
- 2011 : Stand Up Tour
- 2011-2012 : Heartbeat Tour
- 2013 : Alive Tour
- 2015 : Sweet Talker Tour
- 2018 : Rose Tour
- 2019 : The Lasty Tour
- 2022 : I want love summer tour

## Singer
En 2018, Jessie J, a gagné la sixième saison de l'émission Singer organisée par Hunan Satellite TV,
La saison a débuté le 12 janvier 2018, pour se conclure le 20 avril 2018.
La chanteuse britannique Jessie J est la première artiste internationale à participer au programme. Elle sera déclarée gagnante du programme.
| Nationalité | Artiste      | Occupation                                                                         | Arrivée              | Départ               | Statut    |
| ----------- | ------------ | ---------------------------------------------------------------------------------- | -------------------- | -------------------- | --------- |
| Royaume-Uni | Jessie J     | Chanteuse ayant été coach à The Voice UK et The Voice Australie                    | Semaine 1            | Semaine 14           | Vainqueur |
| Chine       | Hua Chenyu   | Chanteur ayant remporté Super Boy 2013                                             | Semaine 4            | Semaine 14           | Deuxième  |
| Chine       | Wang Feng    | Chanteur et rockeur ayant été coach a The Voice of China et conjoint de Zhang Ziyi | Semaine 1            | Semaine 14           | Troisième |
| Chine       | Tang Geer    | Chanteur                                                                           | Semaine 7            | Semaine 13           | Quatrième |
| Chine       | James Li     | Chanteur                                                                           | Semaine 3 Semaine 12 | Semaine 9 Semaine 13 | Cinquième |
| Taïwan      | Angela Chang | Chanteuse et actrice                                                               | Semaine 1            | Semaine 13           | Sixième   |
| Chine       | Henry Huo    | Chanteur, auteur-compositeur et acteur                                             | Semaine 8            | Semaine 13           | Septième  |
| Chine       | Yisa Yu      | Chanteuse                                                                          | Semaine 10           | Semaine 11           | Éliminée  |
| Philippines | KZ Tandingan | Chanteuse ayant remporté The X Factor Philippine 2012                              | Semaine 5            | Semaine 9            | Éliminée  |
| Chine       | Juno Su      | Chanteuse                                                                          | Semaine 2            | Semaine 6            | Éliminée  |
| Hong Kong   | Tien Chong   | Chanteuse                                                                          | Semaine 1            | Semaine 5            | Éliminée  |
| Taïwan      | Sam Lee      | Chanteur, auteur-compositeur et acteur                                             | Semaine 1            | Semaine 3            | Éliminé   |
| Chine       | Li Xiaodong  | Chanteur                                                                           | Semaine 1            | Semaine 2            | Éliminé   |
| Chine       | GAI          | Chanteur et rappeur                                                                | Semaine 1            | Semaine 2            | Abandon   |